# Diamond Foxxx
Diamond Foxxx, née le 5 janvier 1973, à Albany, en Géorgie, est une actrice pornographique américaine.
Son véritable patronyme est Stephanie Woodcock.

## Biographie
Diamond Foxx est née dans une famille de militaires (son père était dans la Navy, sa mère était membre de l'United States Marine Corps).
Elle est l'aînée de 3 enfants.
Après avoir pris leur retraite militaire, ses parents déménagent en Virginie.
Diamond rejoint elle aussi l'United States Marine Corps, mais elle n'y reste que 11 mois et 11 jours car elle est renvoyée pour avoir eu des relations sexuelles.
Divorcée d'un premier mari, elle rencontre celui qui deviendra son second mari, et ensemble, ils déménagent à Key West, en Floride.
En Floride, elle travaille dans l'immobilier, mais rencontre des difficultés financières.
En 2004, à plus de 30 ans, elle se tourne vers l'industrie pornographique, croyant pouvoir plus facilement financer son agence immobilière.
Entre 2004 et 2007, elle tourne près de 20 films.
Pourtant ses carrières d'agent immobilier et d'actrice pornographique sont brusquement arrêtées courant 2007, lorsqu'elle contracte un cancer du col de l'utérus.
Elle se soigne pendant près de deux ans et demi (2007-2009) et, enfin guérie, elle revient avec enthousiasme, dans l'industrie pornographique.
Elle a tourné plus de 90 films, et est souvent classée MILF.
Diamond Foxxx possède des piercings sur la lèvre, le nombril, le clitoris et plusieurs sur l'oreille.
Ses passions sont le Texas Hold'em ainsi que la couture.

## Récompenses
- AVN Award 2012 : Meilleure scène de sexe entre femmes de groupe (Best All-Girl Group Sex Scene) pour Cherry 2 (avec Missy Martinez, Zoey Holloway et Brooklyn Lee)[7]